# یواس‌اس اونگا (ای‌ام‌سی-۶۶)
یواس‌اس اونگا (ای‌ام‌سی-۶۶) (به انگلیسی: USS Avenge (AMc-66)) یک کشتی بود که طول آن 97'1" بود. این کشتی در سال ۱۹۴۲ ساخته شد.